# Francisco Llera
Francisco Llera, född den 18 januari 1981 i Ribadesella, Spanien, är en spansk kanotist.
Han tog bland annat VM-guld i K-1 4 x 200 meter stafett i samband med sprintvärldsmästerskapen i kanotsport 2010 i Poznań.